# USS Phelps (DD-360)
USS Phelps (DD-360) è stato un cacciatorpediniere di classe Porter utilizzato durante la Seconda Guerra Mondiale al servizio della Marina degli Stati Uniti. Fu chiamata in questo modo in onore di Thomas Stowell Phelps (1822–1901), che fu un contrammiraglio nella Marina degli Stati Uniti nel 1884.

## Cronologia dei servizi

### Primi anni
Phelps fu ordinata il 2 gennaio 1934 al Fore River Shipyard della Bethlehem Shipbuilding Corporation, Quincy; varato il 18 luglio 1935; sponsorizzato dalla signora Richard A. Kearny; venne commissionato il 26 febbraio 1936 con il comandante Albert H. Rooks al comando. Nel novembre 1936 Phelps, insieme all'incrociatore Chester, scortò l'incrociatore pesante Indianapolis che trasportava il presidente Franklin D. Roosevelt a Buenos Aires, in Argentina, per l'apertura della Conferenza interamericana di pace del 1936. La crociera comprendeva visite a Montevideo, Uruguay e Rio de Janeiro, in Brasile.

### Seconda guerra mondiale
Durante l'attacco a Pearl Harbor il 7 dicembre 1941, la Phelps abbatté un aereo nemico. Nel febbraio e marzo 1942, fece parte dello squadrone Task Force 11, insieme all'USS Lexington, in un attacco nel Golfo di Huon al largo di Lae e in un attacco a Salamaua, Nuova Guinea, sulla catena montuosa di Owen Stanley dal Golfo di Papua, il 10 marzo 1942. Durante la battaglia del Mar dei Coralli, quando Lexington e Yorktown divergevano per evitare attacchi nemici, la Phelps rimase con la Yorktown. La Phelps usci dalla battaglia senza vittime, ma quando la Lexington fu gravemente danneggiata, aiutò ad evitare la cattura da parte del nemico della portaerei dandole il colpo di grazia e affondandola con due siluri.

### Azioni nel sud-ovest del Pacifico
Nel giugno del 1942 proteggeva le portaerei americane che assestarono un duro colpo alla Marina giapponese nella battaglia di Midway. Nell'agosto 1942 custodì le forze che invadevano Guadalcanal. Dopo una visita alla costa occidentale in ottobre, partecipò agli sbarchi su Attu, in Alaska, nel maggio 1943. Dopo aver bombardato Kiska, nel novembre del 1943 fornì supporto agli sbarchi nell'atollo di Makin. Nella campagna delle Isole Marshall, nel febbraio del 1944, bombardò Kwajalein ed Eniwetok. A marzo ha sorvegliato le petroliere durante uno spiegamento sulle isole Palau. A giugno ha bombardato Saipan per proteggere le forze americane sbarcate lì il 15. 
In seguito a un incarico a Saipan, attraversò il Canale di Panama fino a Charleston, nella Carolina del Sud, per alterazioni dell'armamento, arrivando il 2 agosto. Partendo da Norfolk, in Virginia, a novembre, scortò un convoglio a Mers-el-Kebir, in Algeria. Dopo altri tre viaggi di scorta di convogli nel Mediterraneo nel 1945, arrivò a New York, New York, il 10 giugno.

### Ultimi anni e vendita
La Phelps fu ritirata dal servizio il 6 novembre 1945 e fu cancellata dal registro navale il 28 gennaio 1947. Fu demolita poco dopo dalla Northern Metals Co. di Filadelfia.